# 플라토주 (베냉)

플라토주

플라토주(프랑스어: Plateau)는 베냉 남동부에 위치한 주로, 주도는 포베이며 면적은 2,835 km2, 인구는 624,146명(2013년 기준)이다. 북쪽으로는 콜린주, 서쪽으로는 주주, 남서쪽으로는 우에메주와 접하며 동쪽으로는 나이지리아와 국경을 맞대고 있다.
1999년 우에메주에서 분리되어 신설되었다. 5개 지방 자치체(이팡니, 아자우에레, 케투, 포베, 사케테)를 관할한다.